# Staatliche Pädagogische Herzen-Universität St. Petersburg
Die Staatliche Pädagogische Herzen-Universität St. Petersburg (russisch Российский государственный педагогический университет имени А. И. Герцена; kurz HERZEN) ist eine Pädagogische Hochschule mit Sitz in Sankt Petersburg.
Die 1797 von dem russischen Kaiser Paul I. gegründete Hochschule ist heute mit über 18.000 Studenten eine der größten Pädagogischen Hochschulen in Russland. Die Hochschule wurde nach dem russischen Philosophen, Schriftsteller und Publizisten Alexander Iwanowitsch Herzen benannt.